# Естирту
Естирту (каз. естірту) — казахская обрядовобытовая песня, поэтическое извещение о смерти. Может исполняться в виде кюя (инструментальной пьесы).
Структура естирту триедины: вначале — иносказание, параллельные примеры из явлений природы, животного мира, исторических личностей, смысл которых должен раскрывать скоротечность, невечность земного существования Затем следует само печальное известие, перечисляются достоинства и деятельность ушедшего; последняя заключительная часть — песня утешения — «конил айту».
Например

Лебедь уплыл, отражаясь в озерной красе. 

Взвившийся сокол на скалах заоблачных сел. 

Сын твой не заблудился, 

Он скрылся в те страны, куда 

В некое время уйдет неминуемо все. 

Ловить неуловимое — забудь, 

Не плачь о том, кого нельзя вернуть.

Традиционно траурное известие сообщалось аксакалами, акынами. Они входили в дом сдержанной походкой, держались степенно и не повышая голос извещали о траурном событии, начиная словами «бекем болыңыз» (будьте сильны, мужайтесь).
Естирту исполняли речитативом.
Известна легенда, что хану Джучи о смерти его сына было сообщено исполнением кюя «Ақсақ құлан» («Хромой кулан»).
Естирту находит аналогии (похоронные плачи и причитания) в фольклоре многих народов.